# Dorsko narječje
| Zapadna grupa: ██ dorsko ██ sjeverozapadno dorsko ██ ahejsko dorsko | Središnja grupa: ██ eolsko ██ arkadociparsko | Istočna grupa: ██ atičko ██ jonsko |
|                                                                     |                                              |                                    |

Dorsko grčko narječje jest skupina dijalekata starogrčkoga jezika kojima se govorilo od 8. do 2. st. pr. Kr. na južnom i istočnom Peloponezu, Kreti, Rodosu, te u obalnim grčkim kolonijama u dijelu Male Azije, Italiji, Siciliji, Epiru i Makedoniji.  Zajedno sa srodnim sjeverozapadnim i ahejskim narječjima tvori zapadnu grupu starogrčkih narječja.  U vrijeme helenizma, unutar Ahejskoga saveza razvila se ahejska dorska koine sa značajkama svojstvenima brojnim dorskim dijalektima, što je zadržalo proširenje atičko-jonske koine na Peloponez do 2. st. pr. Kr.  Današnji cakonski jezik ima obilježja dorskih narječja i smatra se njihovim jedinim živućim nasljednikom.